# Patrick Pigneter
Patrick Pigneter (Bolzano, 19 luglio 1987) è un ex slittinista italiano.
Le 144 vittorie al suo attivo lo pongono al secondo posto assoluto e primo tra gli italiani più vittoriosi in gare di Coppa del Mondo degli sport invernali, davanti allo slittinista su pista artificiale Armin Zöggeler (59) e allo sciatore Alberto Tomba (50).

## Biografia
Specialista delle competizioni su pista naturale, è l'atleta più vittorioso di questo sport a livello mondiale, avendo conquistato per 25 volte la Coppa del Mondo (12 nel singolo e 13 nel doppio). Ha vinto inoltre 12 titoli mondiali e 12 europei.

## Palmarès

### Mondiali su pista naturale
- 22 medaglie:
  - 12 ori (singolo, doppio, gara a squadre a Moso in Passiria 2009; gara a squadre ad Umhausen 2011; singolo, doppio, gara a squadre a Nova Ponente 2013; singolo, doppio a Sankt Sebastian 2015,doppio, gara a squadre a Lazfons 2019; doppio ad Umhausen 2021);
  - 5 argenti (gara a squadre a Grande Prairie 2007; doppio ad Umhausen 2011;gara a squadre a Vatra Dornei 2017; doppio a Vatra Dornei 2017;doppio a Nova Ponente 2023);
  - 5 bronzi (singolo a Laces 2005; singolo a Grande Prairie 2007; singolo ad Umhausen 2011; singolo ad Umhausen 2021; singolo a Kühtai 2025).

### Europei su pista naturale
- 22 medaglie:
  - 12 ori (singolo, doppio a Sankt Sebastian 2010; singolo a Novoural'sk 2012; singolo, gara a squadre, doppio a Umhausen 2014; doppio, gara a squadre a Val Passiria 2016; doppio a Obdach-Winterleiten 2018; gara a squadre a Mosca 2020; singolo e gara a squadre a Valgiovo 2024);
  - 5 argenti (doppio a Valdaora 2008; gara a squadre a Sankt Sebastian 2010; singolo a Val Passiria 2016; gara a squadre a Obdach-Winterleiten 2018; doppio a Lasa 2022);
  - 5 bronzi (singolo a Umhausen 2006; singolo a Valdaora 2008; singolo a Obdach-Winterleiten 2018; doppio a Mosca 2020; singolo a Lasa 2022)

### Mondiali juniores su pista naturale
- 3 medaglie:
  - 2 ori (singolo, doppio a Garmisch-Partenkirchen 2006)
  - 1 argento (doppio ad Kindberg 2004)

### Europei juniores su pista naturale
- 4 medaglie:
  - 2 ori (singolo, doppio a Sankt Sebastian 2007)
  - 1 argento (singolo ad Kandalakscha 2005)
  - 1 bronzo (doppio ad Kandalakscha 2005)

### Coppa del Mondo su pista naturale
- Vincitore della Coppa del Mondo del singolo nel 2006, 2007, 2008, 2009, 2010, 2011, 2012, 2013, 2014, 2015, 2016 e nel 2024.
- Vincitore della Coppa del Mondo del doppio nel 2008, 2009, 2010, 2011, 2013, 2014, 2015, 2016, 2018, 2019, 2020, 2021 e nel 2022
- 228 podi (101 nel singolo, 98 nel doppio, 29 a squadre):
  - 144 vittorie (54 nel singolo, 68 nel doppio, 22 a squadre);
  - 57 secondi posti (31 nel singolo, 20 nel doppio, 6 a squadre);
  - 27 terzi posti (16 nel singolo, 10 nel doppio, 1 a squadre).

#### Coppa del Mondo - vittorie
| Data             | Luogo                  | Paese    | Disciplina               |
| ---------------- | ---------------------- | -------- | ------------------------ |
| 17 dicembre 2004 | Longiarù               | Italia   | Singolo                  |
| 11 dicembre 2005 | Longiarù               | Italia   | Singolo                  |
| 4 gennaio 2007   | Laces                  | Italia   | Singolo                  |
| 14 gennaio 2007  | Umhausen               | Austria  | Singolo                  |
| 20 gennaio 2007  | Longiarù               | Italia   | Doppio con Florian Clara |
| 4 febbraio 2007  | Umhausen               | Austria  | Singolo                  |
| 9 febbraio 2007  | Moso in Passiria       | Italia   | Singolo                  |
| 11 febbraio 2007 | Moso in Passiria       | Italia   | Singolo                  |
| 22 dicembre 2007 | Moso in Passiria       | Italia   | Doppio con Florian Clara |
| 23 dicembre 2007 | Moso in Passiria       | Italia   | Singolo                  |
| 12 gennaio 2008  | Umhausen               | Austria  | Doppio con Florian Clara |
| 19 gennaio 2008  | Umhausen               | Austria  | Doppio con Florian Clara |
| 26 gennaio 2008  | Laces                  | Italia   | Doppio con Florian Clara |
| 27 gennaio 2008  | Laces                  | Italia   | Singolo                  |
| 22 febbraio 2008 | Železniki              | Slovenia | Doppio con Florian Clara |
| 23 febbraio 2008 | Železniki              | Slovenia | Singolo                  |
| 24 febbraio 2008 | Železniki              | Slovenia | Doppio con Florian Clara |
| 24 febbraio 2008 | Železniki              | Slovenia | Singolo                  |
| 24 gennaio 2009  | Unterammergau          | Germania | Doppio con Florian Clara |
| 25 gennaio 2009  | Unterammergau          | Germania | Singolo                  |
| 30 gennaio 2009  | Nova Ponente           | Italia   | Doppio con Florian Clara |
| 31 gennaio 2009  | Nova Ponente           | Italia   | Singolo                  |
| 24 febbraio 2009 | Novoural'sk            | Russia   | Doppio con Florian Clara |
| 25 febbraio 2009 | Novoural'sk            | Russia   | Singolo                  |
| 26 febbraio 2009 | Novoural'sk            | Russia   | Doppio con Florian Clara |
| 27 febbraio 2009 | Novoural'sk            | Russia   | Singolo                  |
| 16 dicembre 2009 | Novoural'sk            | Russia   | Doppio con Florian Clara |
| 9 gennaio 2010   | Umhausen               | Austria  | Doppio con Florian Clara |
| 10 gennaio 2010  | Umhausen               | Austria  | Singolo                  |
| 23 gennaio 2010  | Laces                  | Italia   | Doppio con Florian Clara |
| 6 febbraio 2010  | Lazfons                | Italia   | Doppio con Florian Clara |
| 7 febbraio 2010  | Lazfons                | Italia   | Singolo                  |
| 27 febbraio 2010 | Garmisch-Partenkirchen | Germania | Singolo                  |
| 10 dicembre 2010 | Novoural'sk            | Russia   | Doppio con Florian Clara |
| 11 dicembre 2010 | Novoural'sk            | Russia   | Singolo                  |
| 12 dicembre 2010 | Novoural'sk            | Russia   | Singolo                  |
| 16 gennaio 2011  | Valle di Casies        | Italia   | Singolo                  |
| 22 gennaio 2011  | Kindberg               | Austria  | Doppio con Florian Clara |
| 25 febbraio 2011 | Valdaora               | Italia   | Doppio con Florian Clara |
| 26 febbraio 2011 | Valdaora               | Italia   | Singolo                  |
| 7 gennaio 2012   | Lazfons                | Italia   | Doppio con Florian Clara |
| 8 gennaio 2012   | Lazfons                | Italia   | Singolo                  |
| 15 gennaio 2012  | Valdaora               | Italia   | Singolo                  |
| 22 gennaio 2012  | Železniki              | Slovenia | Singolo                  |
| 28 gennaio 2012  | Nova Ponente           | Italia   | Doppio con Florian Clara |
| 29 gennaio 2012  | Nova Ponente           | Italia   | Singolo                  |
| 16 febbraio 2012 | Novoural'sk            | Russia   | Singolo                  |
| 3 marzo 2012     | Umhausen               | Austria  | Singolo                  |
| 29 dicembre 2012 | Lasa                   | Italia   | Doppio con Florian Clara |
| 30 dicembre 2012 | Lasa                   | Italia   | Singolo                  |
| 12 gennaio 2013  | Moso in Passiria       | Italia   | Doppio con Florian Clara |
| 19 gennaio 2013  | Umhausen               | Austria  | Singolo                  |
| 2 febbraio 2013  | Kindberg               | Austria  | Doppio con Florian Clara |
| 23 febbraio 2013 | Vatra Dornei           | Romania  | Doppio con Florian Clara |
| 24 febbraio 2013 | Vatra Dornei           | Romania  | Singolo                  |
| 27 febbraio 2013 | Vatra Dornei           | Romania  | Singolo                  |
| 22 dicembre 2013 | Novoural'sk            | Russia   | Singolo                  |
| 4 gennaio 2014   | Alpe di Siusi          | Italia   | Doppio con Florian Clara |
| 11 gennaio 2014  | Moso in Passiria       | Italia   | Doppio con Florian Clara |
| 12 gennaio 2014  | Moso in Passiria       | Italia   | Singolo                  |
| 17 gennaio 2014  | Umhausen               | Austria  | Doppio con Florian Clara |
| 18 gennaio 2014  | Umhausen               | Austria  | Singolo                  |
| 25 gennaio 2014  | Valdaora               | Italia   | Doppio con Florian Clara |
| 26 gennaio 2014  | Valdaora               | Italia   | Singolo                  |
| 18 febbraio 2014 | Vatra Dornei           | Romania  | Doppio con Florian Clara |
| 13 dicembre 2014 | Kühtai                 | Austria  | Doppio con Florian Clara |
| 14 dicembre 2014 | Kühtai                 | Austria  | Singolo                  |
| 4 gennaio 2015   | Lasa                   | Italia   | Singolo                  |
| 10 gennaio 2015  | Nova Ponente           | Italia   | Doppio con Florian Clara |
| 24 gennaio 2015  | Obdach                 | Austria  | Doppio con Florian Clara |
| 31 gennaio 2015  | Vatra Dornei           | Romania  | Doppio con Florian Clara |
| 1º febbraio 2015 | Vatra Dornei           | Romania  | Singolo                  |
| 14 febbraio 2015 | Umhausen               | Austria  | Doppio con Florian Clara |
| 14 febbraio 2015 | Umhausen               | Austria  | Singolo                  |
| 12 dicembre 2015 | Kühtai                 | Austria  | Doppio con Florian Clara |
| 13 dicembre 2015 | Kühtai                 | Austria  | Singolo                  |
| 9 gennaio 2016   | Laces                  | Italia   | Doppio con Florian Clara |
| 10 gennaio 2016  | Laces                  | Italia   | Singolo                  |
| 16 gennaio 2016  | Vatra Dornei           | Romania  | Doppio con Florian Clara |
| 17 gennaio 2016  | Vatra Dornei           | Romania  | Singolo                  |
| 23 gennaio 2016  | Mosca                  | Russia   | Doppio con Florian Clara |
| 30 gennaio 2016  | Nova Ponente           | Italia   | Doppio con Florian Clara |
| 20 febbraio 2016 | Umhausen               | Austria  | Doppio con Florian Clara |
| 10 dicembre 2016 | Kühtai                 | Austria  | Doppio con Florian Clara |
| 11 dicembre 2016 | Kühtai                 | Austria  | Singolo                  |
| 8 gennaio 2017   | Laces                  | Italia   | Singolo                  |
| 21 gennaio 2017  | Železniki              | Slovenia | Doppio con Florian Clara |
| 22 gennaio 2017  | Železniki              | Slovenia | Singolo                  |
| 3 dicembre 2017  | Kühtai                 | Austria  | Doppio con Florian Clara |
| 6 gennaio 2018   | Lazfons                | Italia   | Doppio con Florian Clara |
| 7 gennaio 2018   | Lazfons                | Italia   | Singolo                  |
| 13 gennaio 2018  | Moso in Passiria       | Italia   | Doppio con Florian Clara |
| 21 gennaio 2018  | Sankt Sebastian        | Austria  | Doppio con Florian Clara |
| 17 febbraio 2018 | Umhausen               | Austria  | Doppio con Florian Clara |
| 12 gennaio 2019  | Obdach                 | Austria  | Doppio con Florian Clara |
| 20 gennaio 2019  | Mosca                  | Russia   | Doppio con Florian Clara |
| 27 gennaio 2019  | Nova Ponente           | Italia   | Doppio con Florian Clara |
| 10 febbraio 2019 | Vatra Dornei           | Romania  | Doppio con Florian Clara |
| 16 febbraio 2019 | Umhausen               | Austria  | Singolo                  |
| 10 gennaio 2020  | Val Passiria           | Italia   | Doppio con Florian Clara |
| 12 gennaio 2020  | Val Passiria           | Italia   | Doppio con Florian Clara |
| 19 gennaio 2020  | Vatra Dornei           | Romania  | Doppio con Florian Clara |
| 26 gennaio 2020  | Nova Ponente           | Italia   | Doppio con Florian Clara |
| 15 febbraio 2020 | Umhausen               | Austria  | Doppio con Florian Clara |
| 17 dicembre 2020 | Obdach                 | Austria  | Doppio con Florian Clara |
| 18 dicembre 2020 | Obdach                 | Austria  | Doppio con Florian Clara |
| 15 gennaio 2021  | Moso in Passiria       | Italia   | Doppio con Florian Clara |
| 9 febbraio 2021  | Lasa                   | Italia   | Doppio con Florian Clara |
| 8 gennaio 2022   | Umhausen               | Austria  | Doppio con Florian Clara |
| 15 gennaio 2022  | Umhausen               | Austria  | Doppio con Florian Clara |
| 23 gennaio 2022  | Vatra Dornei           | Romania  | Doppio con Florian Clara |
| 29 gennaio 2022  | Nova Ponente           | Italia   | Doppio con Florian Clara |
| 20 febbraio 2022 | Mariazell              | Austria  | Doppio con Florian Clara |
| 28 gennaio 2023  | Nova Ponente           | Italia   | Doppio con Florian Clara |
| 29 gennaio 2023  | Nova Ponente           | Italia   | Singolo                  |
| 17 febbraio 2023 | Umhausen               | Austria  | Doppio con Florian Clara |
| 18 febbraio 2023 | Umhausen               | Austria  | Doppio con Florian Clara |
| 17 dicembre 2023 | Kühtai                 | Austria  | Singolo                  |
| 20 gennaio 2024  | Umhausen               | Austria  | Singolo                  |
| 21 gennaio 2024  | Umhausen               | Austria  | Singolo                  |
| 3 febbraio 2024  | Valgiovo               | Italia   | Singolo                  |
| 18 febbraio 2024 | Obdach                 | Austria  | Singolo                  |